# 阮玉端貞
富美公主阮玉端貞（越南语：／；1821年5月24日—1899年12月17日），越南阮朝明命帝第十一女，生母貴人阮氏長。

## 生平
明命二年四月二十三日（1821年5月24日），阮玉端貞在順化皇城出生。紹治五年（1845年），公主25歲，下嫁前鋒營都統段文策之子段文選。嗣德二十二年（1869年），嗣德帝封端貞為富美公主。成泰十一年十一月十五日（1899年12月17日），端貞去世，享年七十九歲，諡美淑，葬於承天府香茶縣安寧總竹林社。
富美公主育有一子五女。